# Иван Ракитич
Ѝван Ра̀китич (на сърбохърватски: Ivan Rakitić) e бивш хърватски футболист роден на 10 март 1988 г. в Райнфелден, район Райнфелден, кантон Ааргау, Швейцария.

## Кариера
Започва своята кариера във ФК Базел за които играе 2 години от 2005 до 2007 и вкарва 41 гола в 34 мача. След това таланта му за тийнейджър е забелязан от треньора на немския Шалке 04 Мирко Сломка и той го привлича в отбора на 22 юни 2007 г. Той прави своя дебют на 21 юли срещу ФК Карлсруе. На 28 януари 2011 г. преминава в Севиля за 4 и половина години. Въпреки че е роден, израснал и има мачове за юношеските формации на Швейцария, Ракитич избира да играе за Хърватия и има 63 мача и 9 гола за тях.
На 16 юни 2014 г. подписва петгодишен договор с Барселона, който влиза в сила от 1 юли 2014 година. Сумата която плащат каталунците е около 20 млн. евро, а също като част от сделката младият халф на Барса Денис Суарес преминава под наем в Севиля за следващите два сезона.

## Успехи
Базел
- Купа на Швейцария (1): 2006/07

Севиля
- Лига Европа (2): 2013/14, 2022/23

Барселона
- Примера дивисион (4): 2014/15, 2015/16, 2017/18, 2018/19
- Купа на краля (4): 2014/15, 2015/16, 2016/17, 2017/18
- Суперкопа де Еспаня (2): 2016, 2018
- Шампионска лига (1): 2014/15
- Суперкупа на УЕФА (1): 2015
- Световно клубно първенство на ФИФА (1): 2015